# 平賀吏桜
平賀 吏桜（ひらが りお、1998年5月7日 - ）は、テレビ愛知のアナウンサー。

## 来歴
三重県四日市市出身。南山大学卒業。
2021年にテレビ高知に入社し、同期の三上萌々とともに同局のアナウンサーになる。
2024年10月にテレビ高知を退社し、2024年11月にテレビ愛知へ移籍した 。

## 担当番組
- ももリオ（テレビ高知、2021年10月 - 2022年6月）
- がんばれ高知!!eco応援団（テレビ高知、2021年10月[6] - ）
- からふる（テレビ高知） - リポーター（2022年3月[7]から不定期出演）
- でんのすけのまるっとキッチンカーの旅（あいテレビ） - MC（2022年10月[8]から不定期出演）
- THE TIME,（TBS） - 「列島リアルタイム中継」高知県担当リポーター（2022年10月[9]から不定期出演）
- 5時スタ（テレビ愛知） - 「りおのコレが知りたい！」リポーター（2024年11月 - ）
- キン・ドニーチ（テレビ愛知） - MC（2025年6月20日 - ）[2]